# Il killer (film 1998)
Il killer (Киллер) è un film del 1998 diretto da Därejan Ömırbaev.
Il film è uno spaccato delle difficili condizioni economiche del Kazakistan post-sovietico degli anni '90.

## Produzione

### Sviluppo
(Il regista Därejan Ömırbaev intervistato da Libération nel dicembre 1997.)
Ömırbaev si è ispirato a un articolo di giornale che aveva letto nella primavera del 1996 sulla vicenda di un uomo che, tamponata un'auto straniera, era stato ridotto in schiavitù per saldare un risarcimento che non poteva altrimenti permettersi di pagare. Anche altri aneddoti citati dai personaggi, come il suicidio del rettore dell'Istituto di fisica, sono presi direttamente da fatti di cronaca dell'epoca.
Il film è costato 400 000 dollari o 2,4 milioni di franchi.
A causa dell'intensificarsi della crisi del settore culturale kazako cominciata dopo il 1991, Ömırbaev, che per i film precedenti aveva potuto contare su dei finanziamenti statali, ha faticato a far approvare il progetto finché la francese Artcam International non s'è offerta di coprire quasi la metà del budget; all'epoca la commissione governativa kazaka era infatti tenuta a garantire la copertura del 50% dei costi dei film che approvava. Il co-fondatore della Artcam International, il produttore francese Joël Farges, aveva conosciuto Ömırbaev in qualità di giurato al Festival des 3 Continents nel 1995, apprezzandovi il suo Kardiogramma. Il resto dei fondi è venuto dalla Qadam (in kazako Қадам?) di Ğaziz Şaldybaev, casa di produzione fondata nell'agosto 1991 con l'introduzione della libera impresa nella RSS Kazaka e una delle sole 7, su 36 aziende sorte in seno alla Qazaqfilm quell'anno, a sopravvivere fino a quel punto, principalmente grazie all'attività collaterale di vendita di computer.

#### Casting
Come col resto dei film di Ömırbaev, il cast è interamente composto da non professionisti che avevano risposto ad annunci in TV e sui giornali, per la maggior parte operai e impiegati comunali, invece che disoccupati. Il protagonista Talğat Äsetov (in kazako Талғат Әсетов?), un ventottenne di Öskemen e aspirante attore che era già stato diretto da Ömırbaev in una piccola parte nel suo film d'esordio Qairat (1991–1992), di professione faceva il guardiano notturno. Ogni sera, dunque, le riprese dovevano puntualmente essere interrotte per quando per Äsetov arrivava l'ora di andare a lavoro.

### Riprese
Le riprese del film si sono svolte nel dicembre 1997 ad Almaty. Gli interni sono stati girati in un teatro di posa dismesso della Qazaqfilm, i cui locali all'epoca erano affittati a varie ditte. Per gli oggetti di scena, la produzione si è dovuta arrangiare con ciò che già possedeva, arredando ad esempio l'appartamento della sorella del protagonista con un divano proveniente dagli uffici della Qadam. Dopo avere finito di girare ogni unità, i set venivano periodicamente distrutti perché il teatro di posa non aveva abbastanza spazio per contenerne due diversi.

### Post-produzione
La post-produzione si è tenuta a Parigi, dove il regista si è trovato a lavorare al montaggio del film più rapidamente di quanto non avrebbe fatto in Kazakistan, senza margini d'errore, a causa dei costi di laboratorio. Ha continuato a lavorare con la montatrice Rimma Beljakova, che era andata in pensione dopo quarant'anni di carriera nel cinema sovietico, ma si ritrovava in quegli anni senza mezzi di sostentamento.

## Distribuzione
È stato presentato in anteprima il 21 maggio 1998 alla 51ª edizione del Festival di Cannes, nella sezione Un Certain Regard. È stato presentato lo stesso anno anche a diversi festival di cinema, tra cui Chicago, Karlovy Vary, Tokyo, e Toronto (fuori concorso). È stato distribuito nelle sale cinematografiche francesi a partire dal 6 gennaio 1999 dalla Cinéma Public Films, mentre in quelle kazake non ha mai goduto di una vera e propria distribuzione al cinema a causa della chiusura della maggior parte delle sale del Paese in quegli anni.
In Italia è stato trasmesso da Fuori orario. Cose (mai) viste nella notte del 17 febbraio 2008 su Rai 3.

## Riconoscimenti
- 1998 – Festival di Cannes
  - Premio Un Certain Regard
- 1998 – Festival internazionale del cinema di Karlovy Vary
  - In concorso per il Globo di cristallo